# Região de Norrbotten
A Região de Norrbotten (em sueco: Region Norrbotten;  PRONÚNCIA ou Bótnia Setentrional é a maior autarquia regional da Suécia - responsável pela saúde, transportes públicos e desenvolvimento regional – na área geográfica do condado de Norrbotten. Se situa no extremo norte do país e ocupa 25% da sua superfície. Abarca o território do condado de Norrbotten, composto pela província de Norrbotten e pela parte norte da província da Lapónia.

É constituída pelas 14 comunas do condado, com uma área total de 98 911 km² e uma população de 248 225 habitantes (2024)

A sua sede está na cidade de Luleå.

### Comunas da Região
O condado de Norrbotten é composto pelas seguintes 14 comunas (kommuner):

- Arjeplog
- Arvidsjaur
- Boden
- Gällivare
- Haparanda
- Jokkmokk
- Kalix
- Kiruna
- Luleå
- Pajala
- Piteå
- Älvsbyn
- Överkalix
- Övertorneå

## Áreas de responsabilidade
Tem 4 áreas de ação principais: saúde e assistência dentária, desenvolvimento regional, cultura e ensino, e técnica e serviços regionais.                                       É o maior empregador do condado, com 7 500 funcionários.

### Assistência médica

#### Hospitais
A Região gere 5 hospitais:

- Hospital de Gällivare (Gällivare sjukhus)
- Hospital de Kalix (Kalix sjukhus)
- Hospital de Kiruna (Kiruna sjukhus)
- Hospital de Piteå (Piteå sjukhus)
- Hospital de Sunderby (Sunderby sjukhus)

#### Centros de saúde
Os cuidados primários de saúde são executados pelos 5 hospitais e por 30 centros de saúde, maioritariamente públicos e em alguns casos privados.

#### Clínicas públicas de cuidados dentários
A região gere várias clínicas públicas de cuidados dentários (folktandvårdsklinik) e proporciona o acesso a algumas clínicas privadas..

### Transportes públicos
A empresa regional Länstrafiken i Norrbotten é responsável pelos transportes públicos na Região.

### Instituições culturais regionais
A Região gere várias instituições culturais, com o objetivo de tornar a  cultura acessível a todos os habitantes.

- Norrbottensmusiken (Música de Norrbotten)
- Museu de Norrbotten (Norrbottens museum)
- Norrbottens länsbibliotek (Biblioteca regional de Norrbotten)

## Organização política da região

As "Regiões político-administrativas" da Suécia
BD – Região Norrbotten

As região constitui um nível intermédio entre o estado (staten) e os municípios (kommunerna) do condado.

A Região é dirigida por uma assembleia regional (regionfullmäktige), composta por 71 deputados regionais eleitos por 4 anos, um governo regional (regionsstyrelse), um comité eleitoral (valutskott), revisores, comissões regionais, e uma comissão dos pacientes (patientnämnden).

### A região e o condado
A Região Norrbotten (Region Norrbotten) coexiste dentro do Condado de Norrbotten (Norrbottens län) com o Conselho Administrativo do Condado de Norrbotten (Länsstyrelsen i Norrbottens län).

Enquanto que a região (region) é um órgão político, eleito pelos cidadãos e responsável pela saúde, transportes públicos e desenvolvimento regional, o conselho administrativo do condado (länsstyrelsen) é um órgão local do estado, com a missão de executar nesse mesmo condado as tarefas administrativas do estado - defesa civil, assistência social, proteção do ambiente e realização de eleições gerais, etc... 

### A região na União Europeia
No âmbito da União Europeia, a Região Norrbotten exerce as suas funções no território consignado ao Condado de Norrbotten, o qual é uma unidade estatística do tipo (Nuts 3).

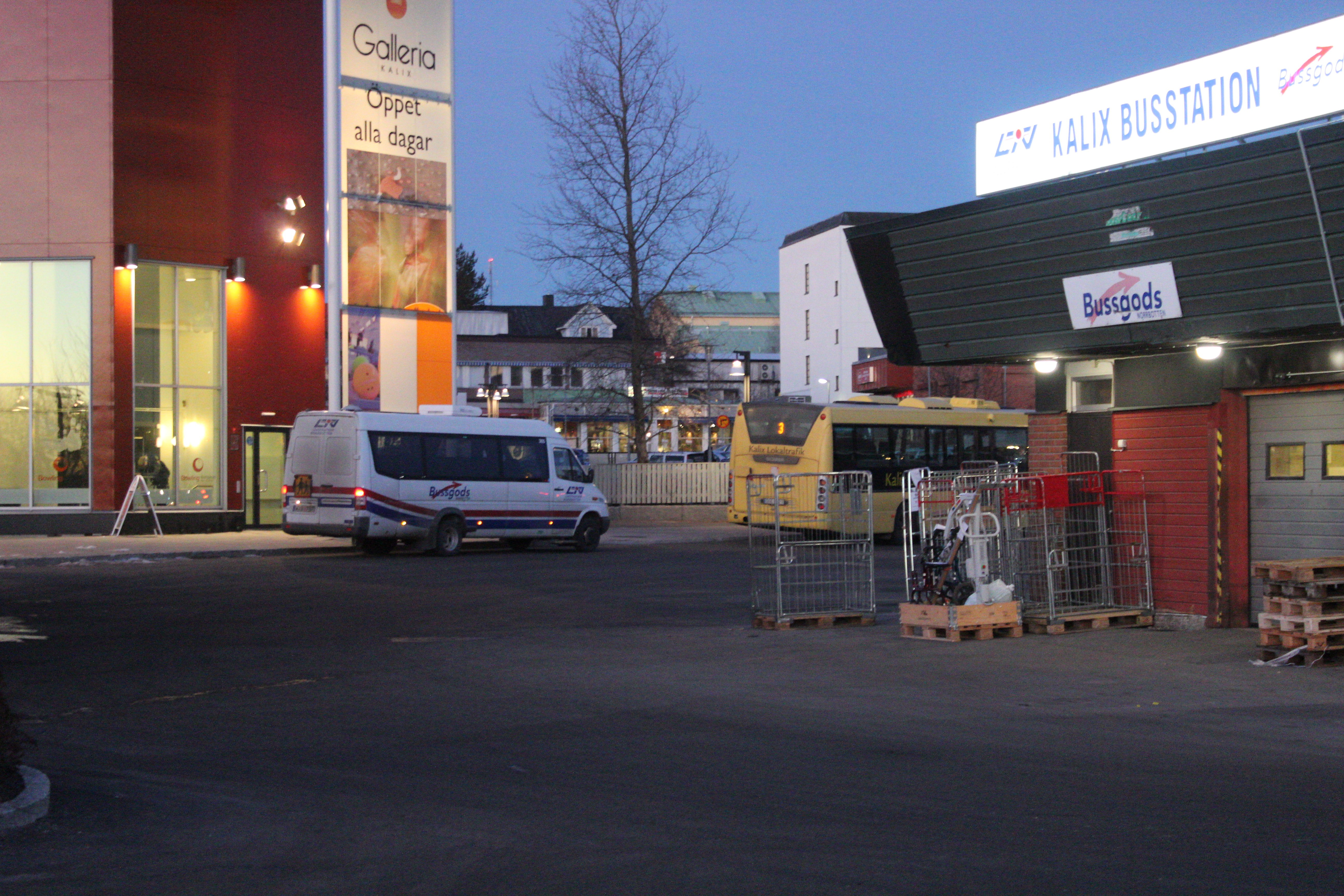
Autocarros (br: ônibus) regionais em Kalix
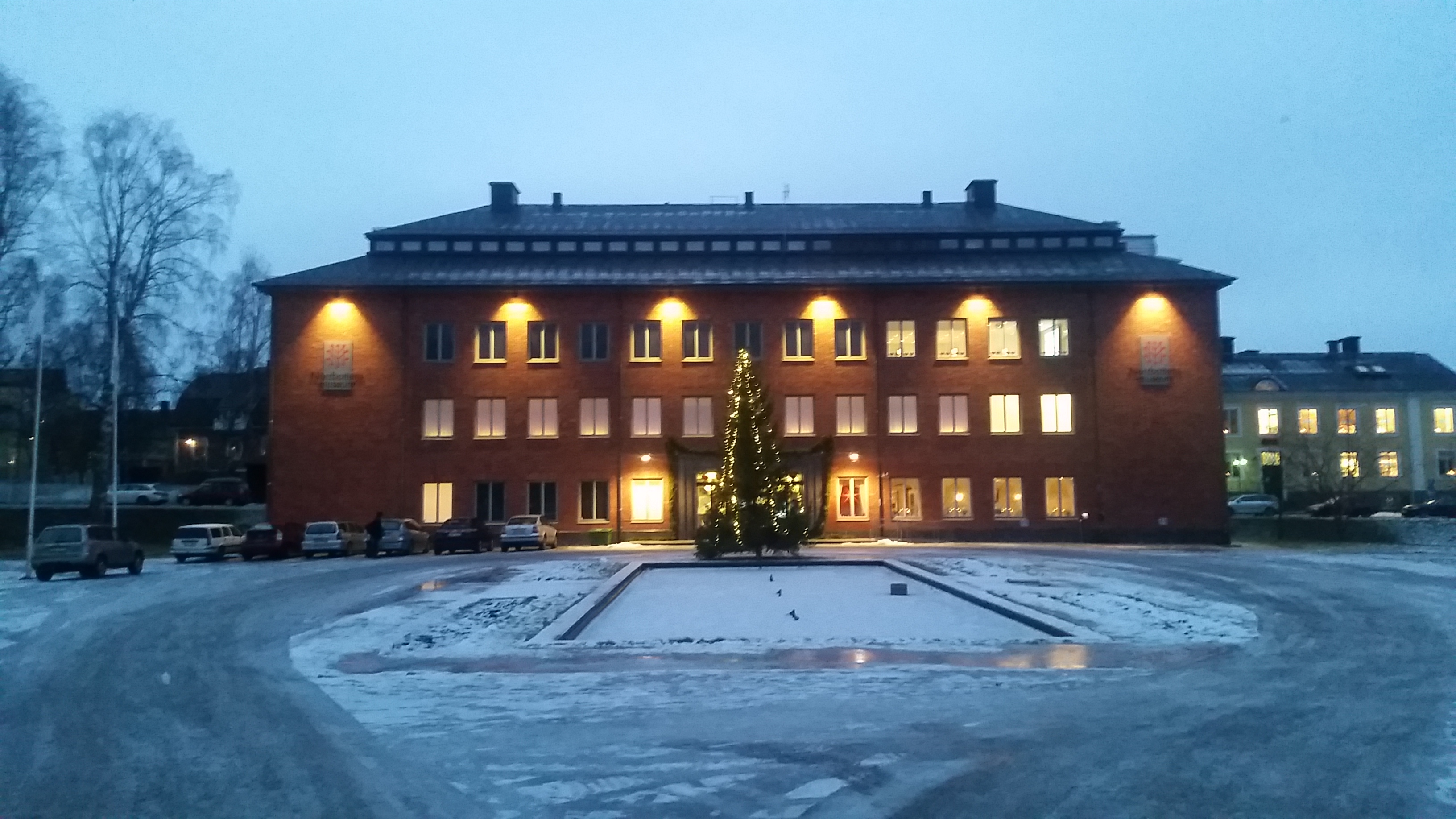
Museu de Norrbotten (Norrbottens museum)